# Trébons-sur-la-Grasse
Trébons-sur-la-Grasse é uma comuna francesa na região administrativa de Occitânia, no departamento de Alta Garona. Estende-se por uma área de 10,87 km². Em 2010 a comuna tinha 468 habitantes (densidade: 43,1 hab./km²).